# General Atomics Mojave
General Atomics Mojave — беспилотный летательный аппарат (БПЛА) с коротким взлетом и посадкой (STOL), разработанный компанией General Atomics Aeronautical Systems.  Впервые представлен 9 декабря 2021 года. Способен выполнять функции разведки, непосредственной поддержки с воздуха и вооруженного наблюдения.